# Anton Vratuša

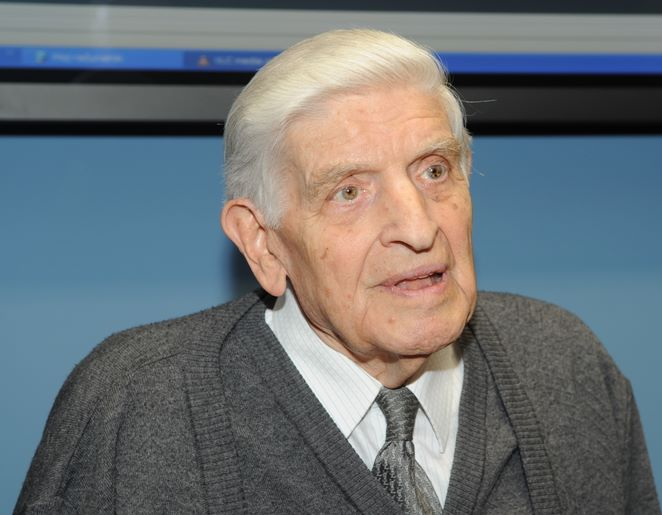
Anton Vratuša (2009)

Anton Vratuša (* 21. Februar 1915 in Dolnji Slaveči, Komitat Eisenburg, Österreich-Ungarn; † 30. Juli 2017 in Ljubljana, Slowenien) war ein jugoslawischer Politikwissenschaftler, Politiker und Diplomat.

## Leben
Anton Vratuša schloss 1941 ein Studium der Slawistik an der Universität Ljubljana mit Promotion ab. Er schloss sich den Partisanen an und geriet in italienische Gefangenschaft, so dass er von Februar 1942 bis September 1943 unter anderem im KZ Gonars und im KZ Rab interniert war. Nach Kriegsende studierte er an der Visoka škola politčkih nauka (Hochschule für Politikwissenschaft) in Belgrad. Dort lehrte er ab 1956 (die Hochschule wurde 1968 in die Universität Belgrad eingegliedert); ab 1974 lehrte er an der Universität Ljubljana.
1967 bis 1969 war er Ständiger Vertreter Jugoslawiens bei den Vereinten Nationen, 1969 bis 1971 Stellvertreter des jugoslawischen Außenministers Mirko Tepavac und 1971 bis 1978 stellvertretender Vorsitzender des Bundesexekutivrates. 1978 bis 1980 war er Vorsitzender des Exekutivrates (also Regierungschef) der SR Slowenien.
1969 bis 1990 gehörte er dem Vorstand des Ausbildungs- und Forschungsinstituts der Vereinten Nationen an, 1972 bis 2002 dem Vorstand des International Ocean Institute. 1985 wurde er zum ordentlichen Mitglied der Slowenischen Akademie der Wissenschaften und Künste gewählt.

## Veröffentlichungen
- Iz verig v svobodo. Rabska brigada (Aus Ketten in die Freiheit. Die Rab-Brigade), 1998, ISBN 961-6049-19-4. – Das Buch handelt von der Internierung im KZ Kampor und Vratušas Rolle als stellvertretender Kommandeur der aus ehemaligen Insassen dieses KZs gebildeten Partisaneneinheit.

## Einzelnachweis
1. ↑  Umrl je priznani akademik, dr. Anton Vratuša